# Франко-тайская война
Франко-тайская война (фр. Guerre franco-thaïlandaise, тайск. กรณีพิพาทอินโดจีน) — вооружённый конфликт между режимом Виши с одной стороны и Сиамом с другой стороны, произошедший в октябре 1940 года — 9 мая 1941 года, целью которого являлось включение в состав Сиама Индокитая, территория которого во второй половине XIX века была захвачена французами.

## Предпосылки
На переговорах Сиама с Третьей французской республикой, проведённых за несколько месяцев до поражения последней в ходе Французской кампании вермахта, французское правительство выразило согласие на передачу ряда приграничных населённых пунктов Французского Индокитая Сиаму. После установления режима Виши в 1940 году премьер-министр королевства генерал-майор Плек Пибунсонграм принял решение, что этот факт будет благоприятствовать вторжению вооружённых сил Сиама на территорию колонии и последующему вхождению её в состав королевства.
В результате оккупации вермахтом Франции её влияние в колониях было значительно ослаблено, поскольку колониальная администрация лишились возможности получения помощи из Европы и не имела каких бы то ни было ресурсов для ведения длительных военных действий. В сентябре 1940 года произошло вторжение японских войск во Французский Индокитай, что привело к созданию японских военных баз в государстве. Данный факт свидетельствовал о неспособности властей колонии организовать сильное сопротивление, и Пибунсонграм отдал приказ о вторжении во Французский Индокитай.

## Силы сторон

### Режим Виши
Численность французских колониальных войск составляла 50 000 человек, в том числе 12 000 французов, из числа которых были образованы 41 пехотный батальон, 2 артиллерийских полка и 1 инженерный батальон. Практически полностью отсутствовала бронетехника: на вооружении насчитывались 20 устаревших танков модели «Рено ФТ-17», в то время как Таиланд располагал сотней бронеавтомобилей. На границе с Таиландом располагались третий и четвёртый полки тонкинских стрелков, батальон монтаньяров, являвшийся тактической единицей французской колониальной армии, части Французского Иностранного легиона.
На море в распоряжении французов находились один лёгкий крейсер «Ламотт-Пике» типа «Дюгэ Труэн») и 4 авизо «Дюмон д’Юрвиль», «Амираль Шарнье», «Таюр» и «Марн».
На территории Французского Индокитая дислоцировались 100 самолётов ВВС Франции, 60 из которых планировалось задействовать в военных действиях на передовой в случае начала войны. Насчитывались 30 двухместных многоцелевых бипланов «Потэ 25», 4 тяжёлых бомбардировщика «Фарман Ф.221», 6 многоцелевых бомбардировщиков и разведчиков «Потэ 54», 9 одноместных истребителей «Моран-Солнье МС.406» и 8 летающих лодок «Луар 130».

### Королевство Сиам

Плек Пибунсонграм обходит войска в ходе франко-тайской войны.

Вооружённые силы Королевства Сиам не испытывали недостатка в вооружении. В состав четырёх армий входило 60 000 человек. Крупнейшей по численности являлась армия Бурапхи, в состав которой входили 5 дивизий, а также ряд добровольных вооружённых формирований, находившихся в прямом подчинении верховного главнокомандования вооружённых сил Таиланда, в том числе 2 моторизованных кавалерийских батальона, артиллерийский батальон, батальон связи, инженерный батальон и танковый полк. На вооружении артиллерии состояли устаревшие зенитные автомобили системы «Крупп», современные гаубицы производства шведского концерна «Бофорс» и полевые орудия. Наибольшую угрозу для французов представляли 60 вооружённых пулемётами танкеток «Карден-Лойд» и 30 лёгких танков «Виккерс Мк Е».
В состав ВМФ Таиланда входили 2 броненосных корабля береговой обороны типа «Шри Аётха» японской постройки, 2 броненосных канонерских лодки типа «Ратанакосиндра» британской постройки, один эсминец «Пхра Руанг» типа «Р» британской постройки времён Первой мировой войны, 12 современных миноносцев (9 итальянской постройки типа «Трад» и 3 — японской типа «Кантанг») и 4 субмарины. Кроме того, в списках флота значились три шлюпа (2 типа "Tachin" и один типа "Hunt") и два минзага японской и итальянской постройки, 17 55-футовых торпедных катеров, построеных судостроительной компанией «Торникрофт», и до полутора десятков вспомогательных и транспортных судов. Формально по своей мощи они незначительно уступали ВМФ Франции в Индокитае, но командование и экипажи не отличались выучкой и опытом, что существенно снижало силу тайского флота. Однако ВВС Сиама своими силой и качеством превосходили дислоцировавшиеся на территории Французского Индокитая самолёты ВВС Франции. Для военных действий в районе передовой планировалось использовать 140 самолётов, в том числе 24 лёгких бомбардировщика «Мицубиси Ки-30», 9 средних бомбардировщиков «Мицубиси Ки-21», 25 истребителей «Кёртисс П-36 Хок», 6 средних бомбардировщиков «Мартин Б-10» и 70 лёгких бомбардировщиков «Вот О2У Корсар».

## Ход военных действий
Демонстрации националистов и антифранцузские выступления в Бангкоке сопровождались приграничными конфликтами на реке Меконг. Численно превосходившие противника военно-воздушные силы Таиланда предприняли ряд бомбардировок Вьентьяна, Пномпеня, Сисопхона и Баттамбанга; им не было оказано никакого противодействия. Самолёты ВВС Франции также осуществили бомбардировки городов Сиама, однако ущерб, нанесённый ими, был незначителен по сравнению с ущербом, нанесённым ВВС Сиама городам Французского Индокитая. Точность тайских пилотов при нанесении ударов, в том числе с пикирования, была настолько велика, что губернатор Французского Индокитая адмирал Жан Деку нехотя отмечал наличие у них огромного опыта ведения военных действий.

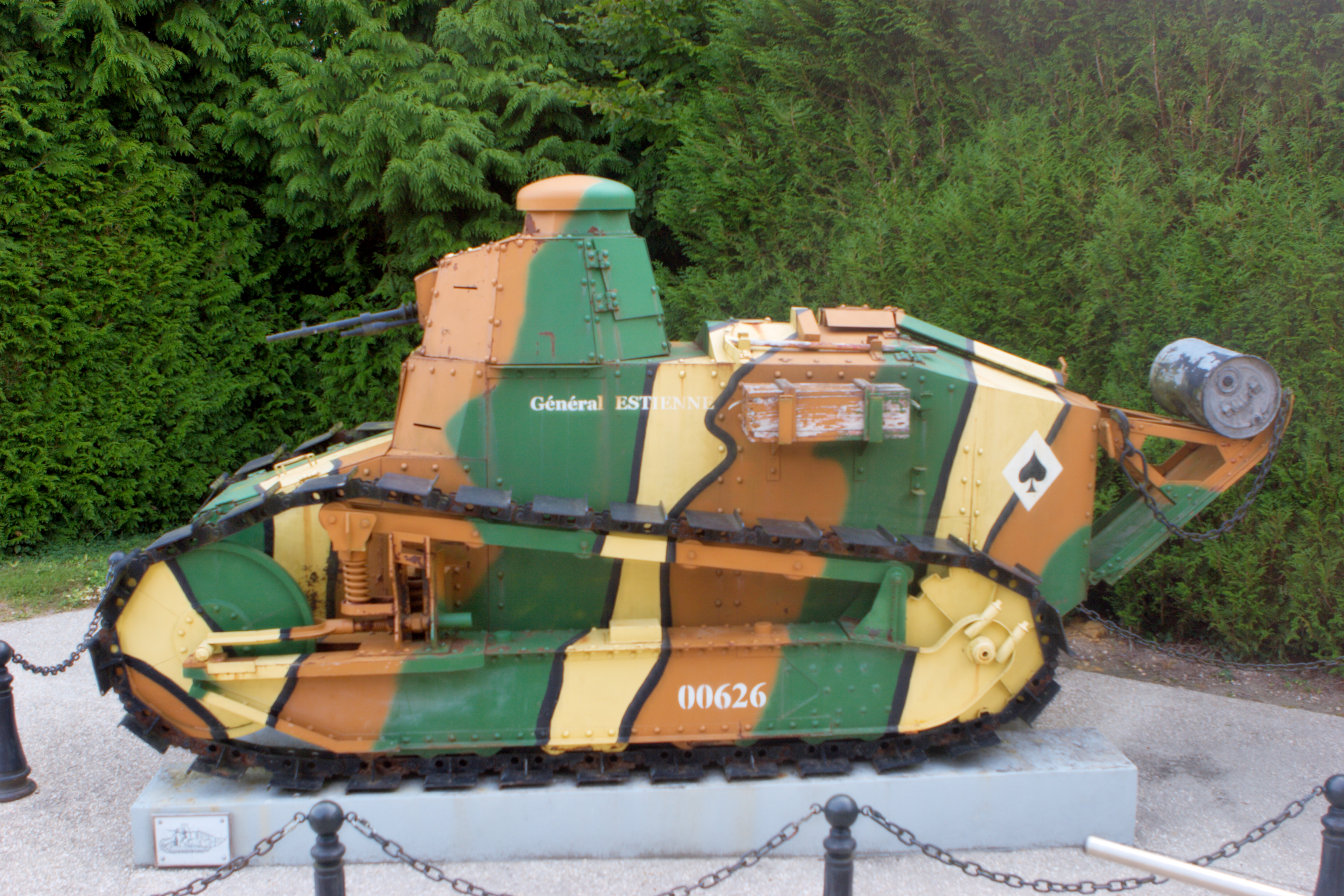
В годы войны на вооружении французских частей в Индокитае состоял танк Renault FT времён Первой мировой войны.

5 января 1941 года, после поступления сообщения о предпринятой французами попытке захвата приграничной деревни Араньяпратета, армии Бурапхи и Исана начали вторжение на территорию Лаоса и Камбоджи. Незамедлительно вступив в бой с тайцами, французы, на вооружении которых находились устаревшие образцы оружия, не имели возможности организовать длительное сопротивление. Военнослужащие Сиама с лёгкостью овладели Лаосом, однако в Камбодже французы попытались исправить положение и начать организованно сопротивляться.

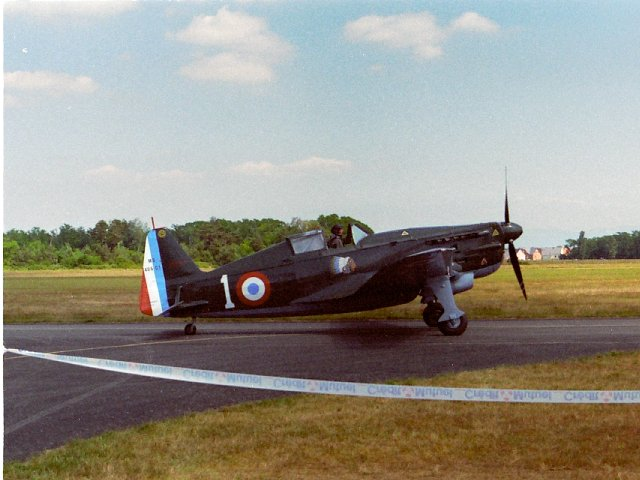
Истребитель Моран-Солнье МС.406 ВВС Франции, выпущенный в годы Второй мировой войны.

На рассвете 16 января 1941 года французские войска начали наступление на находившиеся в руках тайцев деревни Ян-Дан-Кум и Пхум-Преав, сражения за которые явились крупнейшими в ходе войны. Отсутствие связи между наступавшими французскими частями и действующими подразделениями разведки, а также организация сиамцами траншей привели к прекращению наступления французов и их последующему отступлению. Осуществить преследование противника тайцам не удалось, так как их танки, находившиеся на передовой, подвергались обстрелу артиллерией Французского Иностранного легиона.
Сознавая ухудшение ситуации в районе ведения военных действий, адмирал Деку отдал приказ кораблям ВМФ Франции, находившимся под его командованием, о выступлении в Сиамский залив. На рассвете 17 января ВМФ Франции, превосходивший тайские суда по мощи, застиг врасплох отряд военно-морских сил Сиама на стоянке у острова Чанг. В результате боя были уничтожены 2 тайских миноносца («Чонбури» и «Сонгкхла») итальянской постройки и затоплен броненосец береговой обороны «Тонбури», что привело к безоговорочной победе французов.
24 января произошёл крупнейший воздушный бой в войне, в ходе которого бомбардировщики ВВС Таиланда нанесли авиаудар по французскому аэродрому на территории Ангкора, в нескольких километрах от Сиемреапа. 28 января в 07:10 утра ряд тайских «Мартин B-10», входивших в состав 50-й эскадрильи бомбардировщиков, при поддержке тринадцати «Кёртисс P-36 Хок» 60-й эскадрильи истребителей, нанесли последний удар по городу Сисопхону.

## Последствия

### Подписание перемирия

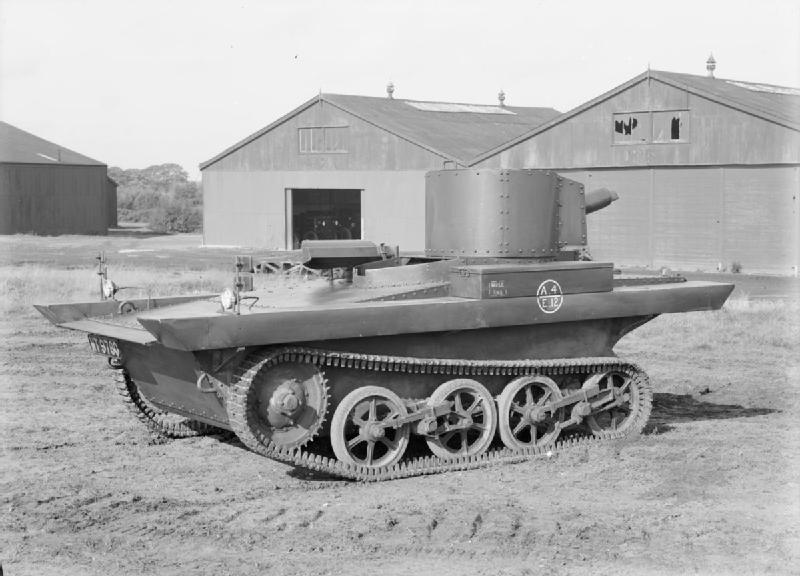
Лёгкий танк-амфибия Викерс-Карден-Лойд, состоявший на вооружении Таиланда.

Карта боя у Ко-Чанга.

Правительство Японской империи взяло на себя обязанность добиться урегулирования конфликта. По настоянию японских властей в Сайгоне открылась «Конференция о прекращении военных действий», и 31 января 1941 года на борту крейсера Натори делегатами от режима Виши и Таиланда был подписан ряд предварительных соглашений о прекращении войны. Вступление же перемирия в силу должно было произойти 28 января, в 10:00 утра. 9 мая в Токио был подписан мирный договор. Со спорных приграничных территорий выводились французские войска и вводились японские. Королевству Сиам отходили следующие провинции Французской Камбоджи:
1. Баттамбанг и Пайлин, впоследствии образовавшие провинцию Пхра Табонг;
2. Кохконг;
3. Сиемреап, Бантеаймеантьей и Оддармеантьей, впоследствии образовавшие провинцию Пибунсонграм[тайск.];
4. Прэахвихеа, а также часть Французского Лаоса, располагавшаяся восточнее города Паксе, впоследствии образовавшие провинцию Накхонтяпмасак[тайск.];
5. Сайнябули и часть провинции Луангпхабанг, впоследствии образовавшие провинцию Лан Чанг[англ.].

### Подписание мирного договора об окончательном прекращении военных действий

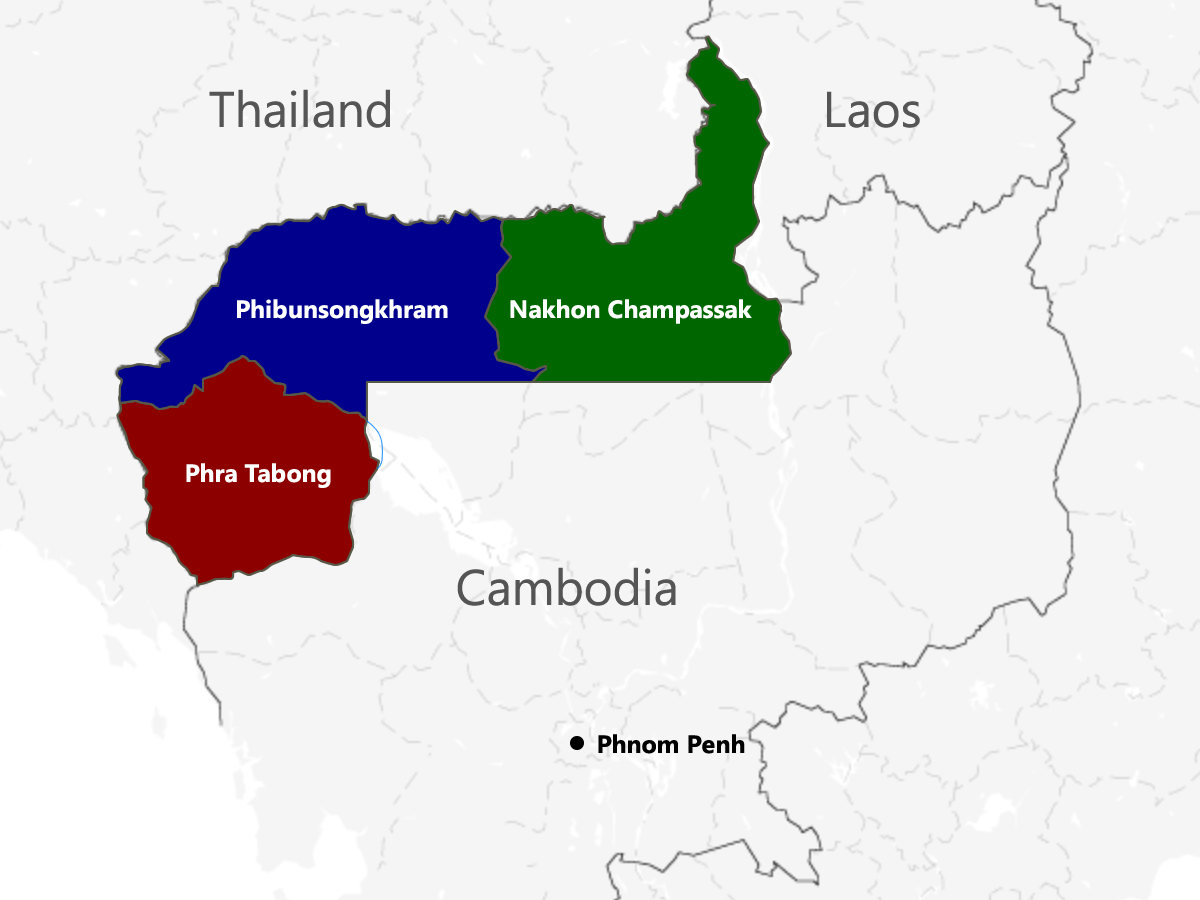
Провинции Французской Камбоджи, отошедшие Сиаму согласно Токийскому договору, образовали 4 новых административно-территориальных единицы: Пхра Табонг, Писунсонграм, Накхонтяпмасак и Кохконг.

Тайцы встретили новость о прекращении военных действий с огромной радостью; считалось, что это стало возможным благодаря деятельности Пибунсонграма, и его авторитет значительно возрос. Первоначально Таиланду предоставлялся ряд послаблений от и так слабеющей с каждой секундой Франции. Для французской же колониальной администрации исход конфликта был следствием наступившей после захвата Франции вермахтом изоляции. По мнению французов, честолюбивое пограничное государство разгромило колонию, потерявшую связь с метрополией. Отсутствие подкреплений делало невозможным оказание в какой-то мере длительного сопротивления.
Однако реальную выгоду от конфликта извлекли лишь японцы. Происходил рост их влияния в Сиаме и Французском Индокитае. Пибунсонграм поклялся совместно с вооружёнными силами Японской империи произвести вторжение в Британскую Малайю и Британскую Бирму. 8 декабря 1941 года японцы вторглись в Таиланд и Малайю, а через полтора часа (судя по демаркационной линии времени) напали на Пёрл-Харбор.
С целью увековечить имена тайцев, павших в боях против Французского Индокитая, в Бангкоке был воздвигнут монумент Победы. На праздничные мероприятия пригласили представителей Японии и Третьего рейха: делегатом первого государства прибыл генерал Сёдзиро Иида, а второго — контр-адмирал Роберт Эйссен.
В октябре 1946 года, после заявления Временного правительства Французской республики о наложении вето на вступление Таиланда в ООН в случае невозвращения оккупированных территорий, юго-запад Камбоджи и два анклава Лаоса, располагавшиеся к западу от Меконга, отошедшие в 1941 году Сиаму, вновь вошли в состав Французского Индокитая.

### Потери
Потери вооружённых сил Франции составили 321 человека, в том числе 15 офицеров. 28 января — 9 мая 1941 года пропало без вести 178 человек, в том числе 6 офицеров, 14 военнослужащих сержантского состава и 158 срочнослужащих. В плен тайцам сдались 222 солдата, в том числе 17 лиц, родившихся в Северной Африке, 80 французов и 125 индонезийцев.
Потери вооружённых сил Сиама составили 54 человека убитыми и 307 человек ранеными. 41 моряк и солдат морской пехоты был убит, 67 человек ранены. В ходе боя у Ко-Чанга 36 человек были убиты, в том числе 20 моряков с «Тонбури», 14 моряков с «Сонгкхла» и 2 моряка с «Чонбури». 13 лётчиков были убиты. В плен французам сдался всего лишь 21 человек. Существенные потери понес тайский флот: 2 миноносца были потоплены, 1 корабль береговой обороны сел на мель.
30 % самолётов ВВС Франции к концу войны признали непригодными для эксплуатации, ряд самолётов — из-за незначительных повреждений, нанесённых им в ходе военных действий и впоследствии не устранённых. Согласно официальным данным, на аэродромах уничтожили один «Фарман Ф.221» и два «Моран-Солнье МС.406», однако в реальности потери были гораздо больше.
По официальным данным, в ходе первого конфликта, в котором самолёты ВВС Таиланда принимали участие, 5 французских самолётов были сбиты, 17 самолётов уничтожены на аэродромах. Самолёты ВВС Франции сбили 3 тайских самолёта, 5-10 самолётов уничтожили на аэродромах.